# Brabantští zabijáci
Brabantští zabijáci, známí také jako Nivelleský (Nijvelský) gang nebo Nivelleská (Nijvelská) banda, byl zločinecký gang, který v polovině 80. let 20. století podnikl sérii loupeží, při kterých vždy zabíjel. Celkem bylo zabito 28 lidí. První přepadení proběhlo 17. září 1983 v samoobsluze v Nivelles, kde zemřeli 3 lidi. Tři z lupičů si vysloužili přezdívky Obr, Zabiják a Stařík. Postupem času gang stupňoval brutalitu, oběti stříleli zblízka a zabíjeli i děti. Poslední přepadení proběhlo 9. listopadu 1985 a případ dosud nebyl vyřešen.

## Vyšetřování
Dle vyšetřování odpovídal postup pachatelů speciálnímu výcviku a některé zbraně a vybavení skupiny pocházely z elitního komanda Diana. Několik důstojníků vypovědělo, že za přepadeními stojí nebo je na ně napojená tzv. skupina G, skupina extremistů uvnitř policie. Kvůli těmto vazbám se během celé doby vyšetřování až dosud objevovala podezření, že jsou do věci zapleteni i samotní vyšetřovatelé a podle některých verzí dokonce skutečné pachatele kryli. Dle Koena Geense, belgického ministra spravedlnosti v letech 2014-2020, byly některé slibné stopy v minulosti ignorovány, což je podezřelé. Ačkoliv vyšetřování stále probíhá (rok 2017), totožnost vrahů stále nebyla objasněna.

## Odraz v kultuře
O gangu byl v roce 2018 natočen belgický film Nestřílejte!, a to pohledem rodiny, která byla zasažena posledním přepadením a následně se během dlouhých let snažila dojít vyšetření případu a dopadení vrahů.